# Алтан (Красноярский край)
Алтан — посёлок в Шушенском районе Красноярского края России. Входит в состав Ильичёвского сельсовета.

## География

### Климат
Климат характеризуется как резко континентальный, с продолжительной морозной зимой и коротким тёплым летом. Средняя температура воздуха самого тёплого месяца (июля) составляет 20 °C; самого холодного (января) — −20 °C. Среднегодовое количество атмосферных осадков составляет 500 мм. Безморозный период в среднем длится 115 дней.

## История
В 1976 г. Указом Президиума ВС РСФСР посёлок отделения № 3 совхоза имени Ленина переименован  в Алтан.

## Население
| 2010 |
| ---- |
| 332  |

## Инфраструктура
Основа экономики — сельское хозяйство .

## Достопримечательности
Памятник землякам-защитникам Родины в годы Великой Отечественной войны.

## Транспорт
Алтан доступен автотранспортом. 